# Fort Novosel
Fort Novosel es un lugar designado por el censo y base militar ubicado en el condado de Dale en el estado estadounidense de Alabama. En el año 2000 tenía una población de 6052 habitantes y una densidad poblacional de 214 personas por km².

## Demografía
En el 2000 la renta per cápita promedia del hogar era de $34,603, y el ingreso promedio para una familia era de $33,664. El ingreso per cápita para la localidad era de $14,495. Los hombres tenían un ingreso per cápita de $29,321 contra $18,750 para las mujeres.

## Geografía
Fort Novosel se encuentra ubicado en las coordenadas 31°20′37″N 85°42′28″O / 31.34361, -85.70778. Según la Oficina del Censo, la localidad tiene un área total de 28,2 km² (10,9 mi²).